# Winnie Nanyondo
Winnie Nanyondo (Mulago, 23 de agosto de 1993) es una deportista de Uganda que compite en atletismo.
Ganó una medalla de bronce en los Juegos de la Mancomunidad de 2014, en la prueba de 800 m . Participó en los Juegos Olímpicos de Tokio 2020, ocupando el séptimo lugar en la prueba de 1500 m.